# The One with All the Poker
 The One with All the Poker (dansk: Den Med Pokerspillet) er det 18. afsnit i sæson 1 af den amerikanske sitcom Venner. Afsnittet er instrueret af James Burrows og skrevet af Jeff Astrof og Mike Sikowitz. Afsnittet blev første gang vist 21. marts 1995 på NBC.

## Plot
Vennerne hjælper Rachel med at sende jobansøgninger ud, men da de er godt i gang spørger Ross om Rachel har læst korrektur idet hun har skrevet "compuper-erfaring". Da hun dumt spørger om den fejl mon i er alle ansøgninger svarer Joey kvikt (men dog ironisk) at kopimaskinen muligvis har rettet nogle af fejlene. Rachel får en masse afslag pr. brev, men ender også med blive inviteret til jobsamtale ved Saks Fifth Avenue som indkøbsassistent. Hun synes selv at jobsamtalen var god og de snakkede godt, men hun bliver senere ringet og får at vide at hun ikke fik jobbet.
Ross og Chandler griner i caféen over at Joey græd over at have tabt i poker. Pigerne spørger om hvorfor de aldrig spiller med og vil derfor gerne være med. Pigerne forstår ikke helt reglerne, men vil alligevel gerne spille om penge og Ross advarer om at han ikke er en rar fyr når ham begynder at spille poker i virkeligheden. Monica inviterer en ven der skule være god til over og hendes første lektion er at man altid skal være klar på at folk kan bluffe – hun siger selv at hun lige har kørt Tony Randall ned. Pigerne ender med at blive bedre, men taber alligevel til dregene i første omgang. Ross gør lidt nar af at Rachel har tabt 15 dollar, mens Rachel svarer igen ved at sige at han som mand bare skal vise sig frem ved at vinde. Monica træder dog på hendes pointe ved at sige at de nok skal komme og tage revanche over drengene.
Da de senere spiller igen går det dog bedre for især Rachel og hun vinder over Ross nogle gange. Hun bliver ringet op om at hun ikke fik jobbet ved Saks Fifth Avenue netop under dette spil ignorer hun grænserne for hvad man må hæve med og vennerne lader hende gøre dette. Det ender med at Rachel og Ross spiller om mange penge og det samtidig bliver en form for drengene mod pigerne, Ross taber og Rachel sammen med pigerne er selvfølgelig glade. Ross har overfor drengene igen givet udtryk for at han er vild med Rachel og selv om han lige har tabt en masse penge er han glad for at hun ser glad ud.
Der bliver en del gange desuden refereret til et spil tegn og gæt vennerne tidligere skulle have haft. Monica skulle angiveligt have kastet med en tallerken da hun blev sur på spiller og af den grund dukker de andre sig også da Monica bliver sur på en af deres spil poker. Afsnittet ender med at de spiller tegn og gæt og da Monica her bliver sur igen samtidig med hun løfter sit glas dukker de sig alle med det samme.
Ross' abe Marcel sætter trods hans protester en cd på med lyden af The Lion Sleeps Tonight og da han senere slukker for den, da vennerne skal til at spille poker smutter Marcel ind på et værelse og smækker med døren.